# Mananatana
La Mananatana est une rivière de Madagascar, située dans la région de la Haute Matsiatra. Elle se déverse dans le Mangoky qui se déverse à son tour dans le Canal du Mozambique. La Mananatana prend sa source sur le versant est du Tsitondroina.

## Présentation
Sa longueur est de 350 km